# Cyrille Bayala
Cyrille Barros Bayala (ur. 24 maja 1996 w Wagadugu) – burkiński piłkarz grający na pozycji prawego pomocnika we francuskim klubie FC Sochaux-Montbéliard (wypożyczony z RC Lens).

## Kariera piłkarska
Swoją karierę piłkarską Bayala rozpoczął w klubie ASFA Yennenga z Wagadugu. W 2013 zadebiutował w nim w pierwszej lidze burkińskiej. W debiutanckim sezonie wywalczył z nim mistrzostwo Burkiny Faso oraz zdobył Puchar Burkiny Faso.
W 2014 Bayala przeszedł do egipskiego klubu El Dakhleya SC. Grał w nim przez dwa sezony.
W 2016 Bayala został piłkarzem mołdawskiego Sheriffa Tyraspol. Swój debiut w nim zaliczył 21 września 2016 w wygranym 2:0 domowym meczu z Milsami Orgiejów. W sezonie 2016/2017 wywalczył mistrzostwo Mołdawii i zdobył Puchar Mołdawii.
W 2017 Bayala przeszedł do RC Lens, w którym zadebiutował 15 września 2017 w przegranym 0:1 wyjazdowym meczu z Valenciennes FC. 16 stycznia 2019 został wypożyczony do francuskiego klubu FC Sochaux-Montbéliard.
| Sezon   | Klub             | Kraj         | Rozgrywki         | Mecze | Gole |
| ------- | ---------------- | ------------ | ----------------- | ----- | ---- |
| 2013    | ASFA Yennenga    | Burkina Faso | Superdivision     | ?     | ?    |
| 2013/14 | ASFA Yennenga    | Burkina Faso | Superdivision     | ?     | ?    |
| 2014/15 | El Dakhleya SC   | Egipt        | I liga            | 15    | 2    |
| 2015/16 | El Dakhleya SC   | Egipt        | I liga            | 30    | 4    |
| 2016/17 | Sheriff Tyraspol | Mołdawia     | Divizia Națională | 29    | 7    |
| 2017/18 | RC Lens          | Francja      | Ligue 2           | 28    | 3    |

## Kariera reprezentacyjna
W reprezentacji Burkiny Faso Bayala zadebiutował 6 lipca 2013 w wygranym 1:0 meczu kwalifikacji do Mistrzostw Narodów Afryki 2014 z Nigrem. W 2017 został powołany do kadry na Puchar Narodów Afryki 2017.

## Wyróżnienia

### Sheriff Tiraspol
- Mistrzostwo Mołdawii: 2016–17
- Puchar Mołdawii: 2016–17